# Національна дорога 5 (Польща)
Національна дорога 5, DK 5 (пол. Droga krajowa) — національна дорога класу S, класу GP та класу G що з’єднує (разом із ділянкою національної дороги № 91 між Грудзьондзом та Гданськом) одну з найбільших міських агломерацій Польщі, Тримісто, агломерації: Бидгощ, Познань, Вроцлав і Валбжих. Пролягає через такі воєводства: Куявсько-Поморське, Великопольське та Нижньошльонське. Закінчується на кордоні з Чехією в Любавці (район Каменна Гура).
Ділянка Вроцлав — Вроцлавські Біляни, згідно з вимірюваннями середньодобового трафіку автотранспорту, проведеними GDDKiA у 2010 році, є ділянкою з одним із найбільших обсягів трафіку в Польщі.
Між Беляни Вроцлавські та Костомлоти (28 км) траса дороги 5 збігається з трасою автомагістралі А4, від розв’язки Познань схід до розв’язки Познань Коморніки (25 км) збігається з трасою автомагістралі А2, а на ділянці Нові-Марзи – Беляни Вроцлавські з європейською трасою E261.
Відрізок дороги 5 від Свєнці до Бидгоща було реконструйовано. Додали аварійну смугу та змінили покриття.

## Міста вздовж маршруту 5
- Нові-Марзи (A1, дорога 91)
- Швеці (дорога № 91) — кільцева дорога S5 / S91 — реконструкція до параметрів швидкісної дороги з подвійним рухом
- Бидгощ (дорога 10, дорога 25, дорога 80) — об'їзд S5
- Шубін — кільцева дорога S5
- Жнін — кільцева дорога S5
- Гнезно (траса 15) — кільцева дорога S5
- Познань (A2, дорога 11) — східна об’їзна дорога (вздовж S5) та південна об’їзна дорога (спільна дорога з A2)
- Стеншев (дорога 32) — об’їзд S5
- Косцян — кільцева дорога S5
- Смігель — кільцева дорога S5
- Лешно (дорога 12) — кільцева дорога S5
- Ридзина — кільцева дорога S5
- Бояново — кільцева дорога S5
- Равич (дорога 36) — об’їзд S5
- Жмігруд — кільцева дорога S5
- Тшебніца (дорога 15) — кільцева дорога S5
- Вроцлав (автомагістраль A8, дорога 94) — об'їзд центру міста
- Беляни-Вроцлавські (A4, дорога 35)
- Конти-Вроцлавські — об’їзд А4
- Стшеґом — кільцева дорога
- Добромеж (дорога 34) — кільцева дорога
- Болькув (дорога 3) — кільцева дорога
- Каменна Ґура
- Любавка (кордон з Чехією; Любавський перевал)